# Nitrificazione delle acque reflue
La nitrificazione delle acque reflue è un processo di ossidazione biologica dei composti inorganici dell'azoto allo stato ridotto, svolta da batteri autotrofi, in grado cioè di utilizzare carbonio inorganico (sotto forma di CO2) per la sintesi cellulare e di trarre l'energia necessaria alla crescita e al metabolismo dall'ossidazione dell'ammoniaca e poi dei nitriti. 
Nel trattamento delle acque risultano di particolare interesse i batteri del genere Nitrosomonas, per l'ossidazione dell'ammoniaca (NH3) a nitriti (NO2-), e del genere Nitrobacter per l'ossidazione dei nitriti (NO2-) a nitrati (NO3-).
La nitrificazione, insieme alla denitrificazione, consente di ottenere buone rese complessive di rimozione dei composti azotati (l'azoto e il fosforo sono nutrienti che, in quantità eccessive, possono provocare carenze di ossigeno nei corpi idrici superficiali, portando alla cosiddetta eutrofizzazione).

## Tipologia di impianto
Il tipo di impianto nel quale avviene il processo è in genere una vasca a forma quadrata divisa in due parti uguali, comunicanti tra loro solo superficialmente, che consentono di dare continuità al trattamento anche qualora vi sia la necessità di svuotare una vasca per interventi di manutenzione.
La vasca è aerata, e opera a elevate età del fango (> 10–15 giorni, a seconda della temperatura) per consentire la crescita dei batteri autotrofi nitrificanti.
Il processo di nitrificazione avviene nella stessa vasca in cui avviene il processo di ossidazione dei composti organici con i fanghi attivi, quindi in essa viene anche contestualmente rimosso il BOD da parte dei batteri eterotrofi.

## Applicazioni
Impianti di depurazione biologica di acque reflue.
L'agricoltura e la selvicoltura sono le principali attività responsabili dei rilasci di ammoniaca (NH3); da esse deriva infatti circa il 70% delle emissioni totali di tali inquinanti.
Le emissioni di ammoniaca provenienti dall'agricoltura contribuiscono in maniera decisiva, mediante fenomeni quali l'acidificazione, l'eutrofizzazione ed il dilavamento dell'azoto, all'inquinamento eccessivo e su larga scala di ambienti sensibili.